# Les Pinthières
Les Pinthières is een gemeente in het Franse departement Eure-et-Loir (regio Centre-Val de Loire) en telt 156 inwoners (2004). De plaats maakt deel uit van het arrondissement Dreux.

## Geografie
De oppervlakte van Les Pinthières bedraagt 4,0 km², de bevolkingsdichtheid is 39,0 inwoners per km².
De onderstaande kaart toont de ligging van Les Pinthières met de belangrijkste infrastructuur en aangrenzende gemeenten.

## Demografie
Onderstaande figuur toont het verloop van het inwonertal (bron: INSEE-tellingen).